# Sarah Schönfeld
Sarah Ancelle Schönfeld es una artista plástica alemana que nació en 1979 en Berlín, conocida sobre todo por haber fotografiado drogas recreativas de manera artística.

## Biografía

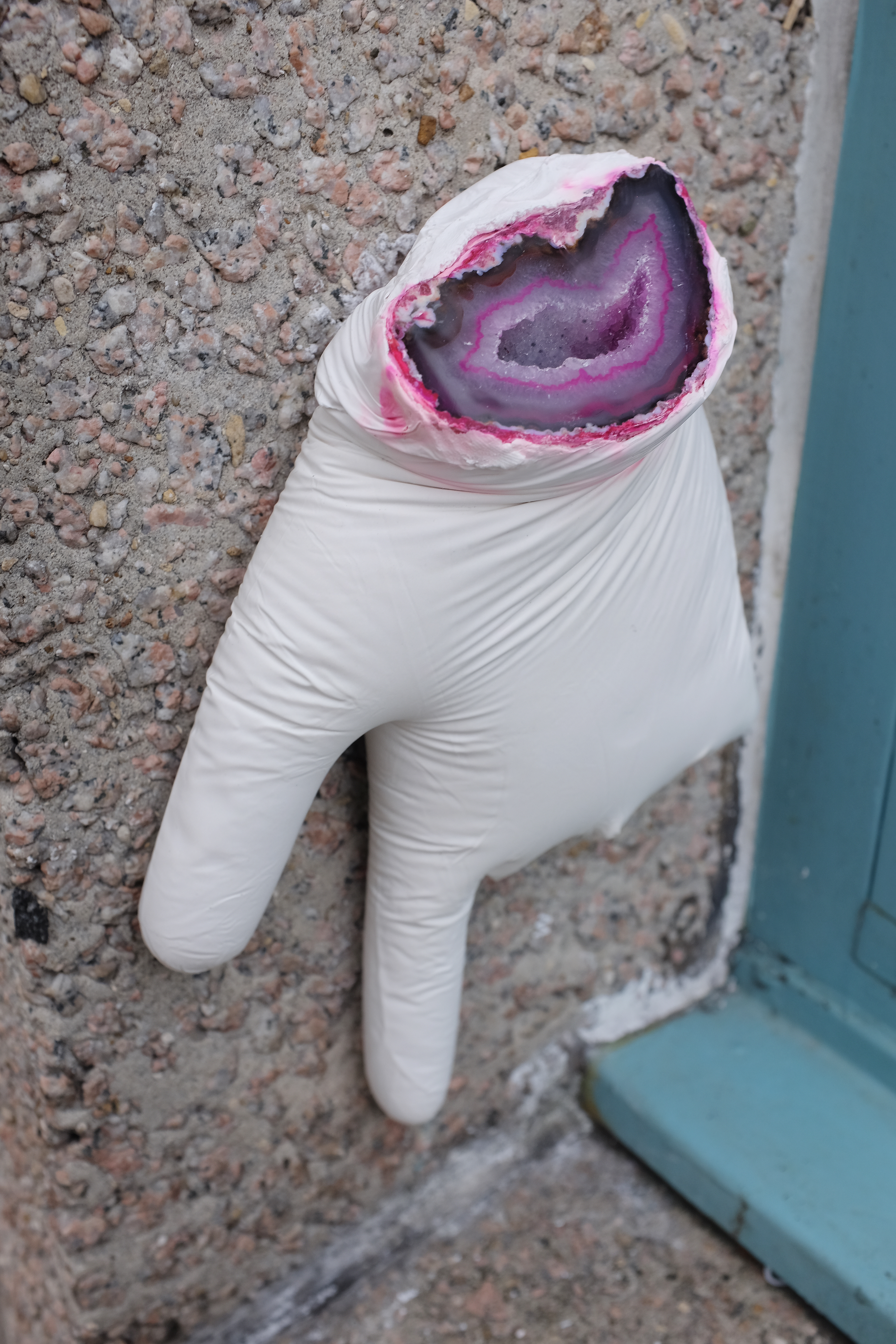
Una mano Crystal-Math por Sarah Schönfeld en 2015 a Ginebra.

Sarah Ancelle Schönfeld nació en 1979 en Berlín y estudió en la Universidad de Artes Visuales de Berlín de 1999 a 2006 con Lothar Baumgarten. Ha expuesto a nivel internacional: Suiza, Brasil, Italia y Tokio.
Obtiene varias becas como la Stiftung Kunstfonds Bonn, el DAAD, la Villa Aurora L.TIENE. y la Foam Talentos award 2014. En 2017 vive y trabaja entre México y Berlín.

## Obras
La amplia obra de la artista berlinesa, Sarah Schönfeld, engloba la escultura, la performance, la instalación y la fotografía y también se inspirada en el perspectivismo indígena que la dimensión espiritual de la ciencia y de la tecnología. Extiende los límites de la espiritualidad y de lo material, su escultura fusiona los medios y explora los lazos entre el ser humano y la naturaleza, entre la espiritualidad y el espacio y entre el cuerpo y el cerebro.

### Oráculos
Los Oráculos están basados en el pirateo de la integridad de los conceptos y las técnicas existentes y establecidas, describiendo una posible perspectiva diferente sobre la realidad. Los resultados de la indexación de su proceso de trabajo pueden ser leídos como oráculos, documentos de su práctica que incorporan y representan transformaciones de los distintos materiales implicados. Los trabajos se basan en tecnologías fotográficas y sobre todo tipo de producción de imágenes referenciadas. Pueden ser el resultado de uno de sus talleres de performance públicos o de su actividad de estudio.

### Devices
The Devices son objetos bromistas de los endrenages mecánicos de objetos cuotidianos que introducen diferentes nociones e ideas sobre la tecnología y la magia. Sarah Schönfeld explora la dimensión metafísica de las máquinas así como la cuestión de la naturaleza contra la cultura. El ejercicio explora los límites y las conexiones de la máquina, de los instrumentos y de los órganos. The Devices pueden ser las herramientas mágicas, eventualmente utilizados en sus talleres, para confundir o romper los contextos y los materiales al seno de las prestaciones.

### Labs
The Labs (talleres) es una prolongación abstracta de sus trabajos de estudio y de talleres hechos en contextos públicos, que hacen reflexionar sobre diferentes tipos de conocimiento, de producción de control y de verdad. Estos constituyen y reproducen nuestro «yo» humano en el mundo. Esta práctica es una apropiación y una recomposición del concepto de absurdidad. Los métodos utilizados en este contexto de taller son técnicas oraculaires. Con el objetivo de crear nuevos significados y nuevas perspectivas, las estructuras comunes son definidas celosamente, analizadas y reconstituidas de una manera diferente. Dónde enfoques desde diferentes ámbitos encuentran cabida en este taller, como por ejemplo las ciencias naturales, la religión, la arqueología, la mitología, la magia y la tecnología.

### All you can feel
En su serie de fotografías All you can feel (Todo lo que puedes sentir), Sarah Schönfeld reproduce imágenes de drogas recreativas sobre negativo. A lo largo de este proyecto, ella se disputa en la frontera entre arte y ciencia, mostrando también los efectos psicológicos de las drogas.
Es la inventora de esta técnica artística donde utiliza directamente los negativos sobre los cuales disuelve diversas drogas con agua o del alcohol. Luego las deja secar durante más o menos tiempo, generalmente una semana, el resultado final de la fotografía que está ligado directamente con el tiempo de secado.

### Seeing Doble
Del 21 de marzo al 11 de mayo de 2015, Sarah Schönfeld expuso Seeing Double en la galería Marso, en México City, después de finalizar su estada de prácticas en la galería. El espectáculo examina las diferencias entre las perspectivas occidentales y autóctonas de la curación de las enfermedades. Los objetos occidentales, cuya comprensión fetichista surge de una perspectiva e intercambio valiosa, se inscriben en la perspectiva autóctona de la posesión del espíritu, produciendo un diálogo no canónico que habla del estado contemporáneo de la creación de sentido. Re imaginadas como «herramientas mágicas», los objetos de la obra coexisten en un espacio precario de límites donde las fronteras categoriales son borrosas. Sarah Schönfeld pone en el primer plano conceptual el proceso mitológico del viaje del héroe como modo narrativo de sanarse gracias a la exposición y utiliza el sintético como su material revelador. Seeing Doble tiene en cuenta el aspecto necesario del humor en tiempo de restricciónes y pone de manifiesto la gravedad paradójica de nuestra época.

### Excuse Me, May I Have Some Gravel Tea?
Del 28 de octubre de 2015 al 16 de enero de 2016, Sarah Schönfeld expone en la galería Mario Iannelli de Roma. Su exposición Excuse Me, May I Have Some Gravel Tea?, concebida como una ruptura en la textura de la percepción, un tiempo de té, es un oracle para la existencia numérica. Ha reorganizado los objetos, las verdades y otras condiciones dadas en una sugerencia de posibles otras realidades paralelas disponibles para la interpretación.
Los agujeros negros son invisibles para el ojo humano, ninguna luz no puede escapar de su atracción gravitatoria y la gravedad es el uno de los signos de su supuesta existencia. Cuando un objeto es avalé por un agujero negro, sus informaciones quedan almacenadas sobre el horizonte del acontecimiento. Finalmente, esta información se evapora en universos nuevos o paralelos gracias a un proceso llamado Radiación de Hawking.
Sarah Schönfeld nos invita a contemplar la sugerencia del planeta Tierra como un agujero negro donde toda la materia negra ha sido absorbida o almacenada en forma de información del horizonte del evento. Nosotros existimos entre este almacenamiento de datos, el cual será rechazado por el proceso de evaporación dentro de otros mundos y galaxias.
¿Que podemos esperar de estos mundos? ¿Cómo podemos, en el interior de este almacenamiento de datos que pertenece a nuestro mundo, prepararnos para ser engullidos?¿Cómo podemos planificar alrededor del universo como si fuésemos reserva de información reflectante, incapaces de utilizar esta información, qué somos, para cualquier objetivo práctico? ¿Cómo navegamos? ¿Cómo y con quién nos comunicamos?

### Crystal Math
A finales de 2016, Sarah Schönfeld expone su obra Crysral Mathen el espacio Zabriskie Point de Ginebra. Se trata de manos de silicona, una materia a base de crsitales, simbolizando la uncasión de este material en las tecnologías actuales. Estas manos presenradas en un espacio de exposiciones públicas tienen como finalidad "ser robadas" y esparxidas por la ciudad por el público, en respuesta a la creación de un mundo de silicona dentro de nuestro mundo de carbono.
Crystal Math ha sido creado durante la edición 2017 de Arte+Féminisme Ginebra.

### Partición animale
Del 11 de diciembre de 2016 al 15 de enero de 2017, Sarah Schönfeld et Adrien Missika se unen en una especie de larga espera para una sesión de realización en Sofía, Bulgaria. Su objetivo es tener una visión más clara del futuro, recogiendo los conocimientos perdidos del pasado. Ellos fusionan las pruevas científicas y espirituales cómo la paléontologia i el espiritismo, usando los cuerpos de un espectador como catalizador.
Para conectarse al pasado profundo, emplean Coprolite: ca. 200 millones de años, de excrementos de fósiles de dinosaurios del periodo del jurásico inferior. Los participantes son invitados a ingerir excrementos fosilizados, a digerir i descodificar las informaciones almacenadas en estos fósiles con su propio cuerpo para a contnuación examianr su expulsión y escribir su interpretación oracular de manera híbrida dino-humanos orgánico desmineralizado
Concentrándose en un periodo de más allá del inicio de la humanidad con Coprolite e implicando al público, el dúo se basa en la comunicación interespecifica, la conciencia del tiempo y los ciclos de vida-muerte.
Partition Animale es la primera colaboración de Sarah Schönfeld y Adrien Missika.
```
Esta reúne el interés de Missika por los viajes del tiempo i el reencartamiento usando las tecnologías simples con materiales naturales como piedras o planras i el compromiso de Schônfield con las prácticas oraculares i las experiencias 
alquimicas
.
[
12
]
```

### Alien Linguistic Lab
Del 13 de enero al 18 de febrero de 2017 Sarah Schönfeld expone , por primera vez en Estados Unidos, su obra Alien Linguistic Lab en la galería Gildar en Denver.
En esta exposición la artista ofrece una serie de tratamientos de nuestro estado actual de ansiedad y alienación en una sociedad global, concentrándose específicamente en la conclusión tecno-sociologica de que los ovnis son expresiones de angustia nuclear, tesis que ganó importancia en los años 50. Ella sugiere que esta manifestación del estrés podría estar compuesta por un desequilibrio en el mundo del espíritu y los problemas de salud mental. Ella examina varios métodos de escapa, elimina, incluye y defiende esos espíritus o enfermedades comparando estrategias de farmacología, curandismo, psicoterapia, rituales mágicos, viages espirituales, mitología i sus diferentes dimensiones y potenciales.
En plena exposición, un conjunto de trabajos diversos se parecen para formar su taller. Flyins Sorcerer es un taller abierto, una actualización de muchas tradiciones mediavales europeas i de tradición sud-americanas de la destrucción intencionada de cerámica. Usados en las bodas y los funeralas para espantar los malos espíritus.
Sarah Schönfeld se apropia y personaliza esta técnica invitando al público a tirar los platillos contra la pared de la galería donde expone. Así usa la gravedad como una manera controlada de robar y borrarse, las fricciones que han estado formadas serán semejantes en el acto dentro de un espacio de arqueología instantánea. Estos objetos transformados serán escuchados con la ayuda de un reproductos de discos y una aplicación Morse. La escena de totar los objetos como "reconstrucción" doméstica del fantasma ovni nos permite sobrellebar la fricción i la descodificacion del mensaje de alineación. El producto completo ahora fractura, abre un camino de interpretación metafísico dentro de todas las lagunas.